# Attribut (datalogi)
 For alternative betydninger, se Attribut. (Se også artikler, som begynder med Attribut)
Indenfor datalogi er en attribut en specifikation, som definerer en egenskab af et objekt (fx fil).

## Eksempel
Attribut bruges i mange opmærkningssprog som HTML eller XML. Et element kan have en eller flere attributter. Fx kan elementet <div> indeholde id="identitet" og <a> kan indeholde href="http://www.wikipedia.org". I et element kan (og bruges ofte) flere attributter.